# Jorge Julio Rocha
Jorge Eliécer Julio Rocha (* 4. April 1969 in El Retén, Departamento del Magdalena) ist ein ehemaliger kolumbianischer Boxer. 
1988 gewann Julio Rocha die Bronzemedaille der Olympischen Spiele in Seoul im Bantamgewicht (-54 kg). Nach Siegen über Michael Hormillosa, Philippinen (RSC 3.), Felix Nieves, Puerto Rico (5:0), René Breitbarth, DDR (4:1), und Katsuyoki Matsushima, Japan (3:2), scheiterte er im Halbfinale am späteren Silbermedaillengewinner Aleksandar Christow.
1989 wurde Julio Rocha Profi und errang 1992 in seinem 24. Kampf den Weltmeistertitel der WBA im Bantamgewicht mit einem Punktsieg über Eddie Cook. Er verteidigte diesen Titel 1993 zweimal, bevor er ihn gegen Junior Jones verlor. Seine nächste Möglichkeit auf einen WM-Titel bekam Julio Rocha erst 1997. Nach zwölf Runden gewann er gegen Oscar Maldonado den WBO-Titel (Jedoch gehörte die WBO damals noch nicht zu den bedeutenden Verbänden.). Julio Rocha verteidigte den Titel 1998 gegen Adonis Cruz und 1999 gegen Julio Gamboa, bevor er ihn 2000 gegen Johnny Tapia verlor. Kurz darauf verlor er auch einen Kampf um den NABF-Titel und 2002 einen um den Titel der IBF gegen Manny Pacquiao. Nach einer weiteren Niederlage gegen Israel Vázquez beendete Julio Rocha 2003 nach 44 Siegen (32 KO) in 49 Kämpfen seine Karriere.